# بخش تی‌یس
بخش تی‌یس (به لاتین: Thiès Department) یکی از سه بخش واقع در منطقه تی‌یس سنگال است. بخش تی‌یس یکی از ۴۵ بخش سنگال است. تی‌یس ۱٬۸۷۳ کیلومتر مربع مساحت و ۶۶۷٬۸۱۴ نفر جمعیت دارد.